# マリア・シャラポワ
マリア・ユーリエヴナ・シャラポワ（Maria Yuryevna Sharapova, ロシア語:  Мари́я Ю́рьевна Шара́пова, 1987年4月19日 - ）は、ロシア・西シベリアに位置するチュメニ州ハンティ・マンシ自治管区・ニャガン市出身の元女子プロテニス選手。WTAツアーでシングルス36勝、ダブルス3勝を挙げた。WTAランキング自己最高位はシングルス1位。ダブルス41位。
史上10人目の生涯グランドスラム達成者。グランドスラム（4大大会シングルス）優勝5回・準優勝5回。2004年WTAツアー選手権優勝。2012年ロンドンオリンピック銀メダリスト。

## 生い立ち
両親はベラルーシ・ゴメリの出身。父はユーリ・シャラポフ。ロシア語圏では名字が男性形・女性形に分かれている事が多く、女性形では『シャラポワ』男性形では『シャラポフ』である。ベラルーシ人の両親の間で生まれたシャラポワは、ロシアで生まれたためにロシア人扱いになっている。2010年10月にNBAのロサンゼルス・レイカーズに所属するサーシャ・ブヤチッチと婚約したが2012年8月に解消したことを明らかにした。
1986年に起きたチェルノブイリ原子力発電所事故の影響により、ホメリに居を構えていた両親（出生前。当時、妊娠4か月）がロシア・西シベリアにあるニャガンへ移住を決意し同地で出生。マリアは4歳の時からテニスを始め、6歳の頃マルチナ・ナブラチロワに才能を見出され、フロリダ州のニック・ボロテリー・テニスアカデミーへの入学を勧められる。7歳の頃父親とともに渡米したが、アカデミーの入学資格は8歳以上だった為に入学できなかった。また、高額の入学金、授業料を捻出する為に父のユーリは2年間アメリカで働き続け、シャラポワは個人コーチのもとで練習を続けた。シャラポワが9歳の時、再びアカデミーを訪れ入学テストを受けると、その類稀な才能を目にしたニック・ボロテリーにより特別奨学生としての入学を許可された。

## 選手経歴

### キャリア初期
シャラポワは2001年4月19日、14歳でWTAツアーにデビューした。1年後の2002年4月21日、草津国際女子オープンテニス大会で中村藍子に 6-4, 6-1 のストレート勝ちを収め、プロ選手としてのトーナメント初優勝を果たす。シャラポワ本人も「草津でのツアー初優勝は私の原点」と常々語っているという。その後ITFのサーキット大会で、さらに2つの優勝を加えた。

### 2003年 初タイトル
シャラポワが世界的な知名度を獲得したのは、2003年ウィンブルドンの4回戦進出であった。ワイルドカード（主催者推薦）で出場した彼女は、3回戦で第11シードのエレナ・ドキッチ（当時セルビア・モンテネグロ国籍）を 6-4, 6-4 のストレートで圧倒した後、続く4回戦で同じロシアのスベトラーナ・クズネツォワに 1-6, 6-2, 5-7 で敗れた。同年10月のジャパン・オープンにおいて、シングルスとダブルスでWTAツアー初優勝を果たす。シングルス決勝ではアニコ・カプロス（ハンガリー）に 2-6, 6-2, 7-6 で競り勝ち、ダブルスでもタマリネ・タナスガーン（タイ）とのコンビで優勝した。

### 2004年 ウィンブルドン優勝
2004年、シャラポワは全仏オープンでパオラ・スアレス（アルゼンチン）との準々決勝に進出した後、ウィンブルドンで4大大会初優勝を飾った。第13シードから勝ち上がった彼女は、決勝でセリーナ・ウィリアムズ（アメリカ）を 6-1, 6-4 のストレートで圧倒した。17歳2か月でのウィンブルドン女子シングルス優勝は、1997年に「16歳9か月」で優勝したマルチナ・ヒンギスに次ぐ大会史上2番目の年少優勝記録である。18歳未満の選手が4大大会女子シングルスを制したのも、1999年全米オープンに17歳11か月で初優勝したS・ウィリアムズ以来であった。続く全米オープンでは、3回戦でマリー・ピエルス（フランス）に敗退した。10月のジャパン・オープンには第1シードとして出場し、決勝でアメリカのマショーナ・ワシントン（マラビーヤ・ワシントンの妹）に 6-0, 6-1 のスコアで圧勝し、大会2連覇を達成した。この日（10月9日）は台風22号が関東地方を直撃したが、例年より多い約9000人の観客が来場したことから“シャラポワ効果”という言葉で表現される場合もあった。女子ツアー年間最終戦・WTAツアー選手権でも初出場で初優勝を飾り、セリーナ・ウィリアムズに 4-6, 6-2, 6-4 の逆転勝利を収めた。

### 2005年 世界ランキング1位
2005年は、2月に東京体育館で開催された東レ パン・パシフィック・オープン・テニストーナメント決勝でリンゼイ・ダベンポートを破って初優勝を果たし、好調なスタートを切る。しかし、ウィンブルドンでは準決勝でビーナス・ウィリアムズに 6-7, 1-6 で敗れ、大会2連覇はならなかった。同年8月22日、ロシアの女子テニス選手として史上初の世界ランキング1位になる。

### 2006年 全米オープン優勝

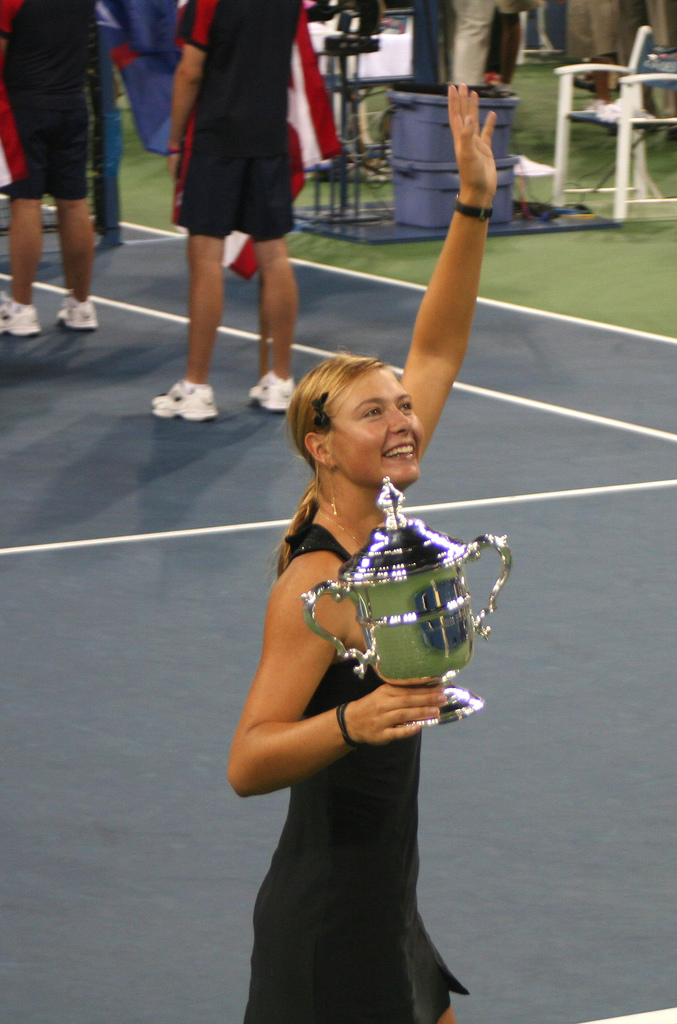
2006年全米オープン優勝

2006年には、東レ パン・パシフィック・オープン・テニストーナメント準決勝で実現したマルチナ・ヒンギスとの初対戦が大きな話題となり、シャラポワは当年度から現役復帰したヒンギスに 3-6, 1-6 で敗れた。この年の全米オープンで、彼女は2004年ウィンブルドン以来の4大大会決勝戦に進出し、ジュスティーヌ・エナン＝アーデン（ベルギー）を 6-4, 6-4 で破って2冠を獲得した。

### 2007年 肩の怪我
全豪オープンで、シャラポワは初めて決勝戦に進出したが、世界ランキング81位のノーシードから勝ち上がったセリーナ・ウィリアムズに 1-6, 2-6 で完敗し、ここでは準優勝に終わった。この後全仏オープンで初の準決勝に進出し、アナ・イバノビッチ（セルビア）に 2-6, 1-6 で敗れた。また、全米オープンでは3回戦でアグニエシュカ・ラドワンスカ（ポーランド）に不覚を取り、あっさりと大会連覇を逃してしまう。ツアー年間最終戦のWTAツアー選手権では、3年ぶり2度目の決勝戦でジュスティーヌ・エナンに 7-5, 5-7, 3-6 で敗れた。

### 2008年 全豪オープン優勝 再び肩の怪我

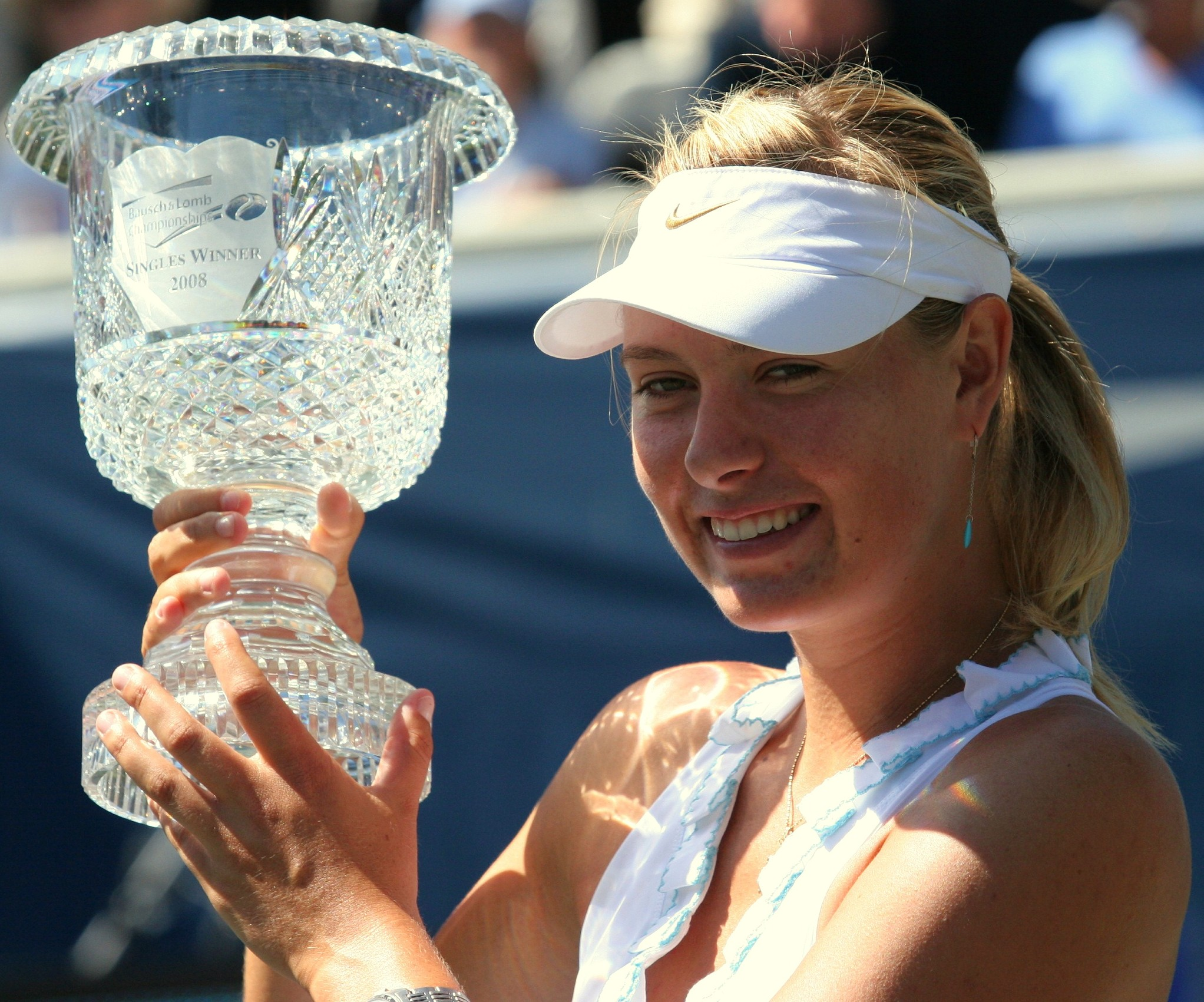
B&Lチャンピオンシップ

全豪オープンで、シャラポワは2年連続2度目の決勝でアナ・イバノビッチを 7-5, 6-3 のストレートで破り、初優勝を飾った。本大会ではリンゼイ・ダベンポート、エレーナ・デメンチェワ、ジュスティーヌ・エナン、エレナ・ヤンコビッチの強豪を圧倒し、全試合ストレート勝ちで優勝を決めた。これでシャラポワの4大大会優勝も3勝目となり、あとは全仏オープンを残すのみとなる。2月の対イスラエル戦でフェドカップに初出場し、シングルスで2勝した。しかし、2008年は脹脛や右肩など多くの故障に悩まされた年でもあった。5月14日にエナンが世界1位のままで現役引退を表明したことから、翌週にシャラポワが世界1位に返り咲いたものの、全仏オープンは4回戦敗退に終わり、ウィンブルドンにいたっては2回戦で姿を消してしまう。7月末のロジャーズ・カップ3回戦敗退の後、彼女は長期間の戦線離脱を余儀なくされ、北京五輪への出場も断念した。フェドカップ決勝も登録はされたが、出場はしなかった（チームは優勝）。

### 2009-10年 肩の手術と復帰
2009年3月前半のBNPパリバ・オープンで、シャラポワはエレーナ・ベスニナ（同じロシアの選手）とのダブルス戦に出場し、8か月ぶりにツアー大会へ復帰した。1年ぶりの4大大会出場となった全仏オープンでは、2年ぶりの準々決勝でドミニカ・チブルコバ（スロバキア）に 0-6, 2-6 のストレートで完敗した。
2009年10月3日、シャラポワは東レ パン・パシフィック・オープン・テニストーナメントのシングルス決勝で第7シードのエレナ・ヤンコビッチ（セルビア）と対戦する。第1セット途中（5-2）にヤンコビッチが棄権したため、シャラポワは2005年以来4年ぶり2度目の優勝を果たした。前年優勝者として出場した2010年の大会では主催者推薦出場のクルム伊達公子に 5-7, 6-3, 3-6 で敗れ初戦で敗退している。

### 2011年 再び世界10位入り
2011年5月のBNLイタリア国際でシャラポワは決勝でサマンサ・ストーサー（オーストラリア）を 6–2, 6–4 で破り約1年ぶりのツアー23勝目を挙げた。全仏オープンでは4年ぶりのベスト4に進出したが準決勝で優勝した李娜（中国）に 4-6, 5-7 で敗れ全仏初の決勝進出を逃した。ウィンブルドンでは決勝に進出したが、ペトラ・クビトバ（チェコ）に 3–6, 4–6 で敗れ7年ぶりの優勝はならなかった。

### 2012年 キャリアグランドスラム達成 世界ランキング1位復帰
2012年全豪オープンでも決勝に進出したが、ビクトリア・アザレンカ（ベラルーシ）に 3–6, 0–6 で敗れ4年ぶりの優勝を逃した。全仏オープンでも決勝に進出しサラ・エラニ（イタリア）を 6-3, 6-2 で破り全仏オープン初優勝および史上10人目のキャリアグランドスラムを達成した。大会後のランキングでは4年ぶりに1位に返り咲いた。7月のロンドン五輪で五輪に初出場し、開会式ではロシア選手団の旗手を務めた。シングルスでは準決勝で同じロシアのマリア・キリレンコを 6-2, 6-3 で破って決勝に進出した。決勝ではセリーナ・ウィリアムズに 0-6, 1-6 で完敗したが初めての五輪で銀メダルを獲得した。

### 2013-15年 全仏オープン優勝

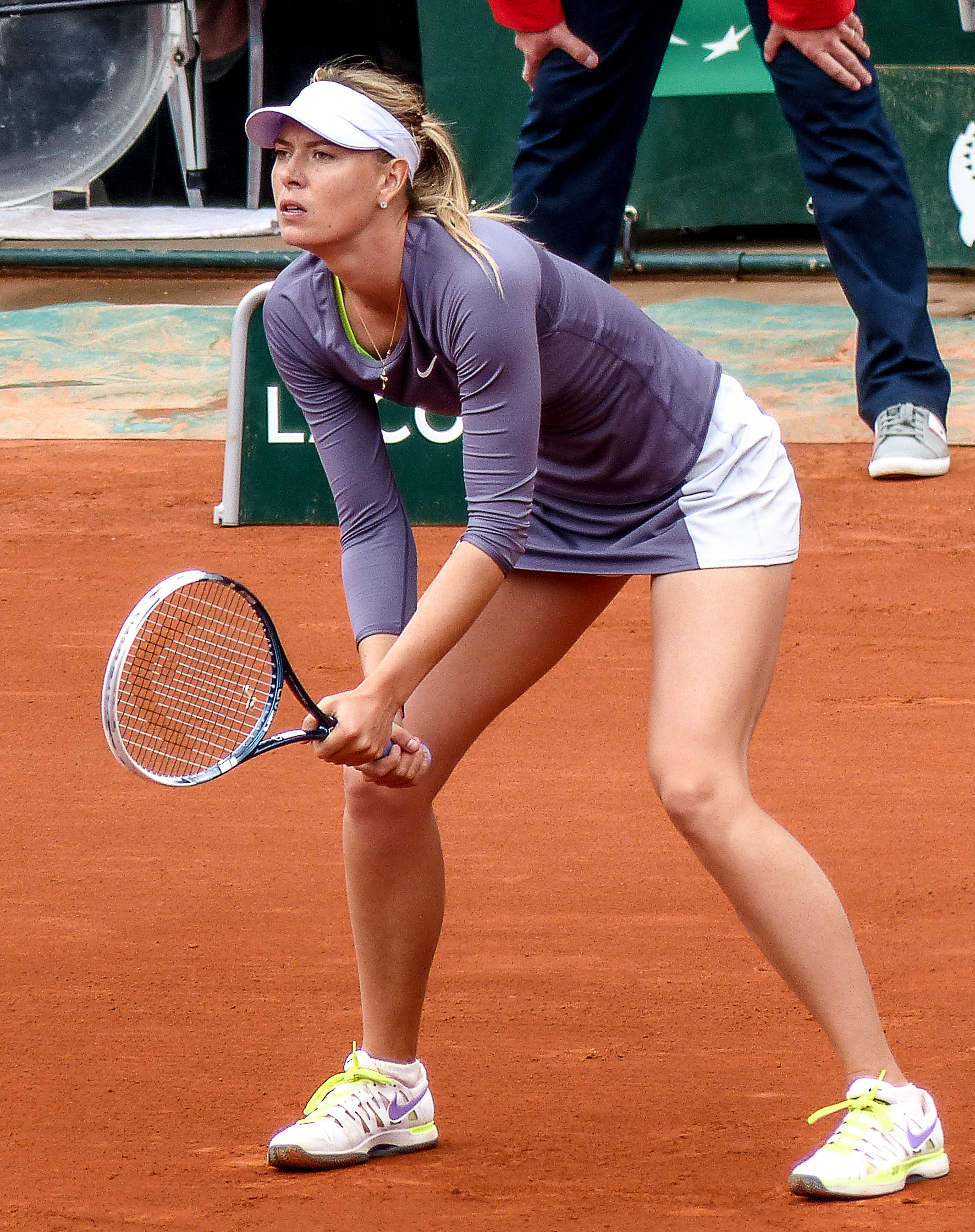
全仏オープン（2013年）

2013年5月マドリード・オープン準決勝にて通算500勝達成。2013年全仏は2年連続決勝進出。セリーナ・ウィリアムズに敗れ準優勝となる。
2014年マドリード・オープンで優勝。第7シードで出場した2014年全仏オープンにて3年連続で決勝進出。決勝でシモナ・ハレプを破り優勝。全仏は2年ぶり2度目の優勝でグランドスラム通算5個目のタイトルとなる。チャイナ・オープンで優勝した。
2015年全豪オープンにて3年ぶり4度目となる決勝進出し、決勝でセリーナ・ウィリアムズに敗れる。BNLイタリア国際で2年ぶりの優勝した。前回優勝の全仏オープンではルーシー・サファロバに敗れ4回戦敗退。全仏でベスト8に上がれなかったのは2010年以来5年ぶり。12月に開催されるコカ・コーラIPTLではジャパン・ウォリアーズの一員として参戦した。

### 2016年 ドーピング問題
1月に行われた全豪オープン期間中の検査で、世界アンチ・ドーピング機構（WADA）が2016年から禁止薬物に指定したメルドニウムの陽性反応が出ていた。シャラポワは3月7日に記者会見を開いて、自ら事実を公表し、すべて自身に責任があり国際テニス連盟（ITF）から長期に渡る出場停止処分が下される可能性がある、と語った。
「とんでもない過ちを犯してしまいました。このような形で４歳のころから愛し続けているテニスのキャリアを終えたくはない。機会が与えられるのであれば……もう一度、試合の場に戻ってきたいんです。」と引退への気持ちはないことを明かした。
競技での収入を遥かに上回る収入源であるスポンサーのナイキ・ポルシェ・タグ・ホイヤーなど大手企業が契約を停止した が、ラケットのスポンサーであるヘッドは「彼女が見せた、自身の過失を公表し、認めたことへの誠実さと勇気は称賛に値する。マリアは過ちを犯してしまったかもしれないが、我々は彼女との契約を継続する。」とコメントした。
6月8日、国際テニス連盟（ITF）がシャラポワに対して「2016年1月26日に遡ってドーピング違反により『2年間の選手資格停止処分』を科した」ことを発表した。この処分決定によりシャラポワは全豪オープン女子シングルスベスト8の成績と2016年WTAツアーランキングポイントが無効となり、賞金の返還も求められる。またシャラポワはリオデジャネイロオリンピックテニス競技ロシア代表に選出されていたが、これによりオリンピックへの出場資格も失った。今回のITFの処分について、シャラポワ側は「2年間の資格停止は重すぎて受け入れることは出来ない」としてスポーツ仲裁裁判所（CAS）に提訴、10月4日に資格停止期間を9か月短縮して15か月とする裁定が下された。年間最終ランキングは昨年の4位から91位まで急落した。

### 2017年 ツアー復帰
復帰時には世界ランキングが262位まで低下していたため、復帰後の大会はワイルドカードを獲得しての出場が次々と発表され、これは論争を呼んだ。出場停止処分が明けた直後の4月、ポルシェ・テニス・グランプリでワイルドカードを得てツアー復帰し、準決勝まで進出した。怪我にも悩まされたが、全米オープンでは1回戦で当時世界2位のシモン・ハレプを下して復帰後GS初白星を挙げた。10月の天津オープンで復帰後の初優勝となるツアー通算36勝目を挙げた。年間最終ランキングは59位だった。

### 2018年 トップ30復帰
全豪オープンは3回戦でアンゲリク・ケルバーに敗れた。イタリア国際では準決勝まで進出した。全仏オープンは準々決勝まで進出したが、ガルビネ・ムグルサに敗れた。ウィンブルドンは初戦敗退、全米オープンは4回戦敗退だった。年間最終ランキングは29位だった。

### 2019年 故障に苦しむ

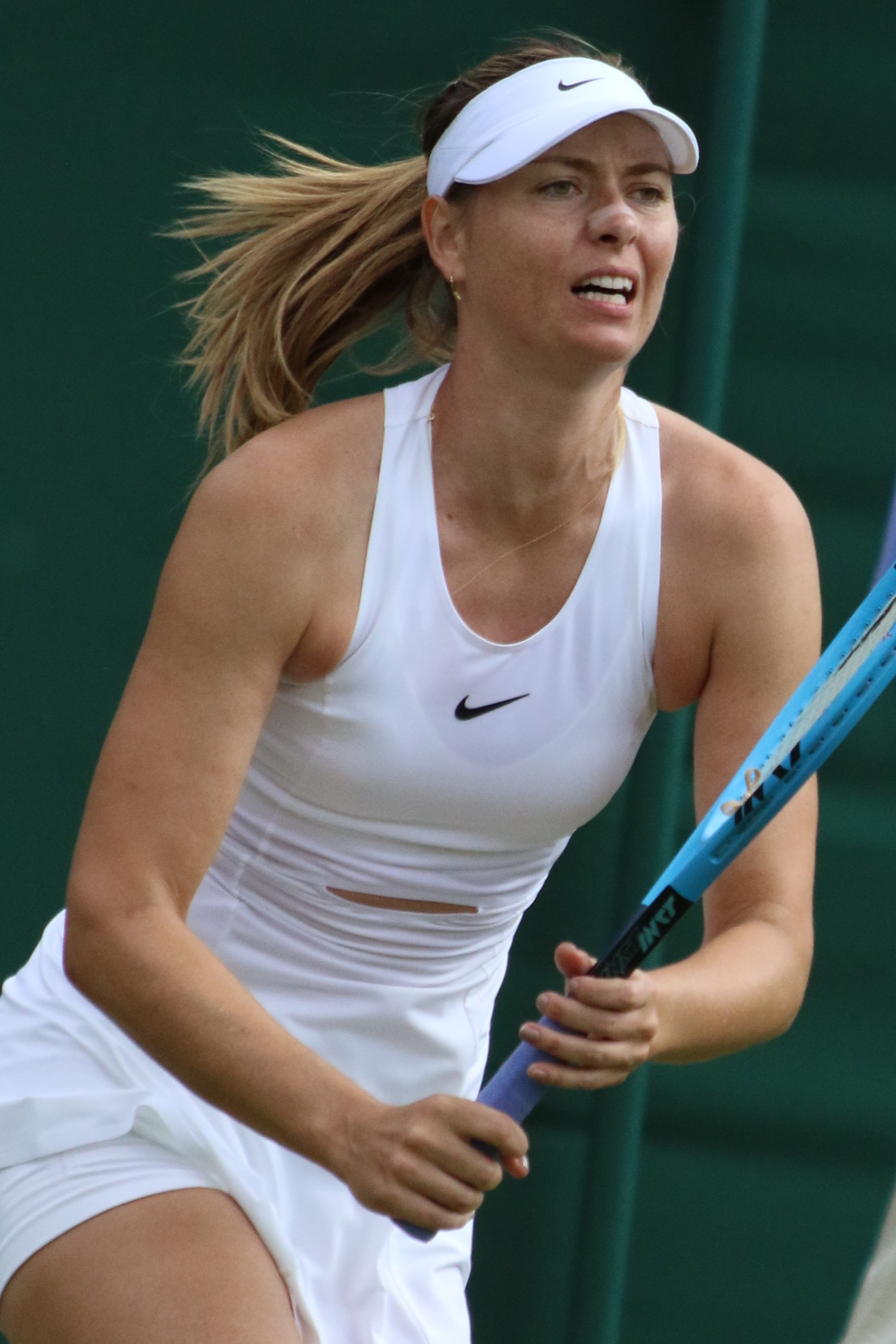
現役晩年（2019年）

全豪オープンは3回戦で前回女王のキャロライン・ウォズニアッキに勝利したが、4回戦でアシュリー・バーティに敗れた。2月のサンクトペテルブルク・レディース・トロフィー2回戦を右肩の負傷で途中棄権すると、その怪我が長引き、全仏オープンは欠場。復帰戦のバーミンガム・クラシック1回戦では白星をあげたが、ウィンブルドン選手権1回戦を途中棄権。8月のロジャーズ・カップで再復帰するも、全米オープンは1回戦でセリーナに完敗を喫し、その後は肩の故障が長引いたことで出場はなかった。年間最終ランキングは136位まで下がった。

### 2020年 引退
ブリスベン国際と全豪オープンを立て続けに1回戦敗退で終わると、2月26日に引退を表明した。その年に「アメリカの自ら財を成した最も裕福な女性」トップ100にランクインし、現在はアメリカ合衆国の永住権を持っている。

### 引退後
2022年ロシアのウクライナ侵攻では、始めは沈黙の立場を取ったが、後にウクライナへの寄付を呼び掛ける動きを見せ、事実上ロシアを擁護しない立場を示した。

## 選手としての特徴
シャラポワは華やかな容姿とプレースタイルに加えて、4大大会の女子シングルスで生涯グランドスラムを達成した実力も備える数少ない女子テニス選手の一人である。2004年のウィンブルドンで17歳にして初のグランドスラム優勝を挙げ世界的名声を得た。ベースライン・プレーヤーで、恵まれた体格を生かした強烈なサーブとストロークを武器に、打球時に叫び声をあげる強力なパワーテニスを展開する。
強く深く角度のあるフォアハンドとバックハンドを持つアグレッシブベースライナー。WTAでは珍しくリバースフォアハンドをよく使う。長身を活かしたボレーも強力。
フラット系のショットをストロークのベースとしており、感覚をつかむまでは不安定だが、入りだすと相手にとって驚異。カウンターショットを最大の持ち味としており、少々打点が遅れても、そこから切り返してより攻撃的なショットが打て、 また一見でたらめなフォームに思えるときでも、きっちりコースをついて切り返してくる。
フォアハンドは、ボールの引きつけが良いという特徴がある。しっかりボールを引きつけて、まともに正面からとらえるため、かなり厚い当たりで打つことができる。得意な打点が後ろめにあるため、追いこまれても他の選手より思いきって叩ける。それを活かしたランニングショットでのカウンターを得意とする。

## 人物

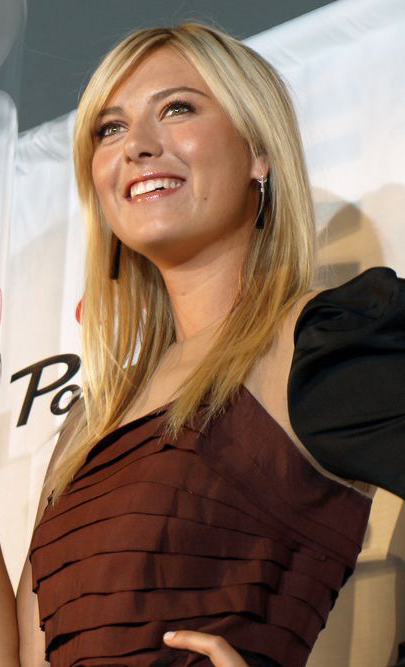

シャラポワはテニス選手のみならず、ファッションモデルとしても多方面の活動を繰り広げており、女子スポーツ選手としては世界トップの収入を誇る（スポーツ選手長者番付）。
2007年2月14日、シャラポワは国際連合開発計画親善大使に就任し、チェルノブイリ原子力発電所事故後遺症に苦しむ祖国ロシア・ベラルーシ・ウクライナの8つの若者支援プロジェクトに自身の基金から10万ドルを寄付すると発表した。
2011年の東レ・パンパシフィック・オープンでは、東日本大震災で被災した福島県の中高生を招き、激励している。
2017年5月、ESPNは世界で最も有名なアスリート100人を発表し、シャラポワは23位に選出された。女性アスリートとしてはロンダ・ラウジー、セリーナ・ウィリアムズに次ぐ3位。
使用ラケットはジュニア時代からプリンスだったがヘッドに契約を変更し、ウェアとシューズは一貫してナイキ。ツアー経歴を通じて日本のトーナメントと相性が良いことから、日本好きで有名である。好きな日本食はしゃぶしゃぶと抹茶アイス。2011年よりフィジカルトレーナーは日本人の中村豊が担当。
2016年、全豪オープンでのドーピング陽性を記者会見で発表。ロシア代表が決まっていたリオ五輪も出場できなかったが、翌年にはトーナメントに復帰した。
2020年12月、英国人ビジネスマンとの婚約を自身のインスタグラムで公表した。
2022年7月14日、インスタグラムにて同年7月1日に第一子男児を出産したことを公表した。

## WTAツアー決勝進出結果

### シングルス: 59回 (36勝23敗)
| 大会グレード          | 大会グレード                 |
| 2008年以前            | 2009年以後                   |
| --------------------- | ---------------------------- |
| グランドスラム (5–5)  |                              |
| WTAファイナルズ (1–2) |                              |
| ティア I (6–3)        | プレミア・マンダトリー (3–6) |
| ティア I (6–3)        | プレミア5 (5–2)              |
| オリンピック (0–1)    |                              |
| ティア II (3–1)       | プレミア (4–1)               |
| ティア III (5–1)      | インターナショナル (3–1)     |
| ティア IV ＆ V (1–0)  | インターナショナル (3–1)     |

| 結果   | No. | 決勝日         | 大会                 | サーフェス        | 対戦相手                         | スコア             |
| ------ | --- | -------------- | -------------------- | ----------------- | -------------------------------- | ------------------ |
| 優勝   | 1.  | 2003年9月28日  | 東京                 | ハード            | アニコ・カプロス                 | 2-6, 6-2, 7-6(7-5) |
| 優勝   | 2.  | 2003年10月27日 | ケベックシティ       | ハード (室内)     | ミラグロス・セケラ               | 6-2 途中棄権       |
| 優勝   | 3.  | 2004年6月7日   | バーミンガム         | 芝                | タチアナ・ゴロビン               | 4-6, 6-2, 6-1      |
| 優勝   | 4.  | 2004年6月21日  | ウィンブルドン       | 芝                | セリーナ・ウィリアムズ           | 6-1, 6-4           |
| 優勝   | 5.  | 2004年9月27日  | ソウル               | ハード            | マルタ・ドマホフスカ             | 6-1, 6-1           |
| 優勝   | 6.  | 2004年10月9日  | 東京                 | ハード            | マショーナ・ワシントン           | 6-0, 6-1           |
| 準優勝 | 1.  | 2004年10月24日 | チューリッヒ         | ハード (室内)     | アリシア・モリク                 | 6-4, 2-6, 3-6      |
| 優勝   | 7.  | 2004年11月8日  | ロサンゼルス         | ハード (室内)     | セリーナ・ウィリアムズ           | 4-6, 6-2, 6-4      |
| 優勝   | 8.  | 2005年2月6日   | 東京                 | カーペット (室内) | リンゼイ・ダベンポート           | 6-1, 3-6, 7-6(7-5) |
| 優勝   | 9.  | 2005年2月21日  | ドーハ               | ハード            | アリシア・モリク                 | 4-6, 6-1, 6-4      |
| 準優勝 | 2.  | 2005年3月3日   | マイアミ             | ハード            | キム・クライシュテルス           | 3-6, 5-7           |
| 優勝   | 10. | 2005年6月6日   | バーミンガム         | 芝                | エレナ・ヤンコビッチ             | 6-2, 4-6, 6-1      |
| 準優勝 | 3.  | 2006年2月26日  | ドバイ               | ハード            | ジュスティーヌ・エナン＝アーデン | 5-7, 2-6           |
| 優勝   | 11. | 2006年3月18日  | インディアンウェルズ | ハード            | エレーナ・デメンチェワ           | 6-1, 6-2           |
| 準優勝 | 4.  | 2006年4月2日   | マイアミ             | ハード            | スベトラーナ・クズネツォワ       | 4-6, 3-6           |
| 優勝   | 12. | 2006年8月6日   | サンディエゴ         | ハード            | キム・クライシュテルス           | 7-5, 7-5           |
| 優勝   | 13. | 2006年9月9日   | 全米オープン         | ハード            | ジュスティーヌ・エナン＝アーデン | 6-4, 6-4           |
| 優勝   | 14. | 2006年10月22日 | チューリッヒ         | ハード (室内)     | ダニエラ・ハンチュコバ           | 6-1, 4-6, 6-3      |
| 優勝   | 15. | 2006年10月29日 | リンツ               | ハード (室内)     | ナディア・ペトロワ               | 7-5, 6-2           |
| 準優勝 | 5.  | 2007年1月29日  | 全豪オープン         | ハード            | セリーナ・ウィリアムズ           | 1-6, 2-6           |
| 準優勝 | 6.  | 2007年6月18日  | バーミンガム         | 芝                | エレナ・ヤンコビッチ             | 6-4, 3-6, 5-7      |
| 優勝   | 16. | 2007年8月5日   | サンディエゴ         | ハード            | パティ・シュナイダー             | 6-2, 3-6, 6-0      |
| 準優勝 | 7.  | 2007年11月11日 | マドリード           | ハード            | ジュスティーヌ・エナン           | 7-5, 5-7, 3-6      |
| 優勝   | 17. | 2008年1月26日  | 全豪オープン         | ハード            | アナ・イバノビッチ               | 7-5, 6-3           |
| 優勝   | 18. | 2008年2月24日  | ドーハ               | ハード            | ベラ・ズボナレワ                 | 6-1, 2-6, 6-0      |
| 優勝   | 19. | 2008年4月13日  | アメリアアイランド   | クレー            | ドミニカ・チブルコバ             | 7-6(9-7), 6-3      |
| 準優勝 | 8.  | 2009年8月23日  | トロント             | ハード            | エレーナ・デメンチェワ           | 4-6, 3-6           |
| 優勝   | 20. | 2009年10月3日  | 東京                 | ハード            | エレナ・ヤンコビッチ             | 5-2 途中棄権       |
| 優勝   | 21. | 2010年2月20日  | メンフィス           | ハード (室内)     | ソフィア・アルビドソン           | 6-2, 6-1           |
| 優勝   | 22. | 2010年5月22日  | ストラスブール       | クレー            | クリスティナ・バロイス           | 7-5, 6-1           |
| 準優勝 | 9.  | 2010年6月13日  | バーミンガム         | 芝                | 李娜                             | 5-7, 1-6           |
| 準優勝 | 10. | 2010年8月1日   | スタンフォード       | ハード            | ビクトリア・アザレンカ           | 4-6, 1-6           |
| 準優勝 | 11. | 2010年8月15日  | シンシナティ         | ハード            | キム・クライシュテルス           | 6-2, 6-7(4-7), 2-6 |
| 準優勝 | 12. | 2011年4月2日   | マイアミ             | ハード            | ビクトリア・アザレンカ           | 1-6, 4-6           |
| 優勝   | 23. | 2011年5月15日  | ローマ               | クレー            | サマンサ・ストーサー             | 6-2, 6-4           |
| 準優勝 | 13. | 2011年7月2日   | ウィンブルドン       | 芝                | ペトラ・クビトバ                 | 3-6, 4-6           |
| 優勝   | 24. | 2011年8月22日  | シンシナティ         | ハード            | エレナ・ヤンコビッチ             | 4-6, 7-6(9-7), 6-3 |
| 準優勝 | 14. | 2012年1月28日  | 全豪オープン         | ハード            | ビクトリア・アザレンカ           | 3-6, 0-6           |
| 準優勝 | 15. | 2012年3月18日  | インディアンウェルズ | ハード            | ビクトリア・アザレンカ           | 2-6, 3-6           |
| 準優勝 | 16. | 2012年3月31日  | マイアミ             | ハード            | アグニエシュカ・ラドワンスカ     | 5-7, 4-6           |
| 優勝   | 25. | 2012年4月29日  | シュトゥットガルト   | クレー            | ビクトリア・アザレンカ           | 6-1, 6-4           |
| 優勝   | 26. | 2012年5月20日  | ローマ               | クレー            | 李娜                             | 4-6, 6-4, 7-6(7-5) |
| 優勝   | 27. | 2012年6月9日   | 全仏オープン         | クレー            | サラ・エラニ                     | 6-3, 6-2           |
| 準優勝 | 17. | 2012年8月4日   | ロンドン五輪         | 芝                | セリーナ・ウィリアムズ           | 0-6, 1-6           |
| 準優勝 | 18. | 2012年10月7日  | 北京                 | ハード            | ビクトリア・アザレンカ           | 3-6, 1-6           |
| 準優勝 | 19. | 2012年10月28日 | イスタンブール       | ハード (室内)     | セリーナ・ウィリアムズ           | 4-6, 3-6           |
| 優勝   | 28. | 2013年3月17日  | インディアンウェルズ | ハード            | キャロライン・ウォズニアッキ     | 6-2, 6-2           |
| 準優勝 | 20. | 2013年3月31日  | マイアミ             | ハード            | セリーナ・ウィリアムズ           | 6-4, 3-6, 0-6      |
| 優勝   | 29. | 2013年4月28日  | シュトゥットガルト   | クレー            | 李娜                             | 6-4, 6-3           |
| 準優勝 | 21. | 2013年5月12日  | マドリード           | クレー            | セリーナ・ウィリアムズ           | 1-6, 4-6           |
| 準優勝 | 22. | 2013年6月8日   | 全仏オープン         | クレー            | セリーナ・ウィリアムズ           | 4-6, 4-6           |
| 優勝   | 30. | 2014年4月27日  | シュトゥットガルト   | クレー            | アナ・イバノビッチ               | 3-6, 6-4, 6-1      |
| 優勝   | 31. | 2014年5月11日  | マドリード           | クレー            | シモナ・ハレプ                   | 1-6, 6-2, 6-3      |
| 優勝   | 32. | 2014年6月7日   | 全仏オープン         | クレー            | シモナ・ハレプ                   | 6-4, 6-7, 6-4      |
| 優勝   | 33. | 2014年10月5日  | 北京                 | ハード            | ペトラ・クビトバ                 | 6-4, 2-6, 6-3      |
| 優勝   | 34. | 2015年1月10日  | ブリスベン           | ハード            | アナ・イバノビッチ               | 6-7, 6-3, 6-3      |
| 準優勝 | 23. | 2015年1月31日  | 全豪オープン         | ハード            | セリーナ・ウィリアムズ           | 3-6, 6-7           |
| 優勝   | 35. | 2015年5月17日  | ローマ               | クレー            | カルラ・スアレス・ナバロ         | 4-6, 7-5, 6-1      |
| 優勝   | 36. | 2017年10月15日 | 天津                 | ハード            | アリーナ・サバレンカ             | 7-5, 7-6(10-8)     |

### ダブルス: 4回 (3勝1敗)
| 結果   | No. | 決勝日         | 大会           | サーフェス | パートナー             | 対戦相手                                        | スコア        |
| ------ | --- | -------------- | -------------- | ---------- | ---------------------- | ----------------------------------------------- | ------------- |
| 優勝   | 1.  | 2003年9月29日  | 東京           | ハード     | タマリネ・タナスガーン | アンスレー・カーギル アシュレー・ハークルロード | 7-6(7-1), 6-0 |
| 優勝   | 2.  | 2003年10月20日 | ルクセンブルク | ハード     | タマリネ・タナスガーン | エレナ・タタルコワ マレーネ・ヴァインゲルトナー | 6-1, 6-4      |
| 準優勝 | 1.  | 2004年2月16日  | メンフィス     | ハード     | ベラ・ズボナレワ       | アサ・スベンソン メイレン・ツー                 | 4-6, 6-7(0-7) |
| 優勝   | 3.  | 2004年6月7日   | バーミンガム   | 芝         | マリア・キリレンコ     | リサ・マクシア ミラグロス・セケラ               | 6-2, 6-1      |

## 4大大会優勝
- 全豪オープン：1勝（2008年）
- 全仏オープン：2勝（2012年, 14年）
- ウィンブルドン選手権：1勝（2004年）
- 全米オープン：1勝（2006年）

| 年     | 大会           | 対戦相手                         | 試合結果      |
| ------ | -------------- | -------------------------------- | ------------- |
| 2004年 | ウィンブルドン | セリーナ・ウィリアムズ           | 6-1, 6-4      |
| 2006年 | 全米オープン   | ジュスティーヌ・エナン＝アーデン | 6-4, 6-4      |
| 2008年 | 全豪オープン   | アナ・イバノビッチ               | 7-5, 6-3      |
| 2012年 | 全仏オープン   | サラ・エラニ                     | 6-3, 6-2      |
| 2014年 | 全仏オープン   | シモナ・ハレプ                   | 6-4, 6-7, 6-4 |

## 4大大会シングルス成績
略語の説明
| W | F | SF | QF | #R | RR | Q# | LQ | A | Z# | PO | G | S | B | NMS | P | NH |

W=優勝, F=準優勝, SF=ベスト4, QF=ベスト8, #R=#回戦敗退, RR=ラウンドロビン敗退, Q#=予選#回戦敗退, LQ=予選敗退, A=大会不参加, Z#=デビスカップ/BJKカップ地域ゾーン, PO=デビスカップ/BJKカッププレーオフ, G=オリンピック金メダル, S=オリンピック銀メダル, B=オリンピック銅メダル, NMS=マスターズシリーズから降格, P=開催延期, NH=開催なし.
| 大会           | 2003 | 2004 | 2005 | 2006 | 2007 | 2008 | 2009 | 2010 | 2011 | 2012 | 2013 | 2014 | 2015 | 2016 | 2017 | 2018 | 2019 | 2020 | 通算成績 |
| -------------- | ---- | ---- | ---- | ---- | ---- | ---- | ---- | ---- | ---- | ---- | ---- | ---- | ---- | ---- | ---- | ---- | ---- | ---- | -------- |
| 全豪オープン   | 1R   | 3R   | SF   | SF   | F    | W    | A    | 1R   | 4R   | F    | SF   | 4R   | F    | QF   | A    | 3R   | 4R   | 1R   | 57–15    |
| 全仏オープン   | 1R   | QF   | QF   | 4R   | SF   | 4R   | QF   | 3R   | SF   | W    | F    | W    | 4R   | A    | A    | QF   | A    | A    | 56–12    |
| ウィンブルドン | 4R   | W    | SF   | SF   | 4R   | 2R   | 2R   | 4R   | F    | 4R   | 2R   | 4R   | SF   | A    | A    | 1R   | 1R   | NH   | 46–14    |
| 全米オープン   | 2R   | 3R   | SF   | W    | 3R   | A    | 3R   | 4R   | 3R   | SF   | A    | 4R   | A    | A    | 4R   | 4R   | 1R   | A    | 38–12    |

※: 2018年全仏4回戦の不戦勝は通算成績に含まない

### 年間最終世界ランキング
|      | 2001 | 2002 | 2003 | 2004 | 2005 | 2006 | 2007 | 2008 | 2009 | 2010 | 2011 | 2012 | 2013 | 2014 | 2015 | 2016 | 2017 | 2018 | 2019 |
| ---- | ---- | ---- | ---- | ---- | ---- | ---- | ---- | ---- | ---- | ---- | ---- | ---- | ---- | ---- | ---- | ---- | ---- | ---- | ---- |
| 順位 | –    | 186  | 32   | 4    | 4    | 2    | 5    | 9    | 14   | 18   | 4    | 2    | 4    | 2    | 4    | –    | 60   | 29   | 136  |